# 奥布宁斯克核电站
奥布宁斯克核电站（俄语：Обнинская АЭС）是世界上首个商用发电的核反应堆，于1954年6月27日在俄罗斯卡卢加州奥布宁斯克正式运行，装机容量为5千千瓦。

## 外部連結
- http://aes1.ru/ （页面存档备份，存于）
- http://www.ippe.ru/ist/ippe-60/1.php（页面存档备份，存于）